# Il ragazzo della via Gluck (альбом)
Il ragazzo della via Gluck (с итал. — «Парень с улицы Глюка») — студийный альбом итальянского певца и актёра Адриано Челентано, вышедший в ноябре 1966 года.

## Описание
Было продано полтора миллионов экземпляров сингла с записью песни «Il ragazzo della via Gluck» (рус. Парень с улицы Глюка), в честь которой и назван альбом. Композиция также участвовала на Фестивале Сан-Ремо. Получив большой успех, она была переведена на двадцать два языка и более четырёх месяцев возглавляла итальянские хит-парады. Эта композиция, в которой рассказывается о судьбе простого миланского парня — первая острая социально-политическая песня и первая песня Челентано, которая обошла весь мир. Позднее её даже включили в школьные учебники, как призыв к бережному отношению к природе.
В альбоме также присутствуют песни, которые Челентано ранее уже исполнял.

## Список композиций
1. Il ragazzo della via Gluck (текст Luciano Beretta и Miki Del Prete; музыка Adriano Celentano) — 4:17
2. È inutile davvero (текст Mogol и Miki Del Prete; музыка Gino Santercole) — 3:32
3. Ciao ragazzi (текст Mogol и Miki Del Prete; музыка Adriano Celentano) — 2:34
4. E voi ballate (текст Nicola Salerno и Miki Del Prete; музыка Nello Ciangherotti) — 2:57
5. Chi ce l’ha con me (текст Mogol и Miki Del Prete; музыка Natale Massara) — 3:19
6. Non mi dir (текст Miki Del Prete и Claudio Adorni; музыка Alex Alstone и George Tabet) — 2:13
7. Uno strano tipo (текст Mogol и Miki Del Prete; музыка Don Backy и Adriano Celentano) — 2:05
8. Il mio amico James Bond (текст Mogol и Miki Del Prete; музыка Barry и Black) — 2:10
9. La festa (текст Luciano Beretta и Miki Del Prete; музыка Natale Massara) — 3:42
10. Chi era lui (текст Mogol и Miki Del Prete; музыка Paolo Conte) — 2:49
11. Sono un simpatico (текст Luciano Beretta, Rosario Leva и Don Backy; музыка Gianfranco Reverberi) — 2:43
12. Il problema più importante (If you Gotta Make a Fool of Somebody) (текст Luciano Beretta и Miki Del Prete; музыка Rudy Clark) — 2:32
13. Due tipi come noi (текст Luciano Beretta и Miki Del Prete; музыка Gino Santercole) — 2:08
14. Ringo (текст Castellano e Pipolo; музыка Don Robertson и Hal Blair) — 3:07
15. Nessuno mi può giudicare (бонус)